# Seberang Perai

Darstellung des malaysischen Bundesstaats Penang mit George Town und Seberang Perai (ehemals Province Wellesley)

Seberang Perai, auch Seberang Prai, ehemals auf Englisch Province Wellesley, ist der der Insel Penang gegenüberliegende Küstenstreifen auf der malaiischen Halbinsel. Beide sind Teile des malaysischen Bundesstaates Penang.
In Seberang Perai, das eine Fläche von 739 km² umfasst, leben insgesamt knapp 840.000 Einwohner (Stand 2010).

## Lage
Die größte Stadt ist mit über 100.000 Einwohnern Butterworth. Weitere Städte sind Bukit Mertajam, Seberang Jaya, Sungai Puyu, Nibong Tebal und Kepala Batas. Gemeinsam bilden diese die Verwaltungseinheit Sebarang Perai. 
Seberang Perai ist mit der Insel Penang ist  über die Penang Bridge und durch Fähren verbunden. In Butterworth befindet sich ein Bahnhof der malaysischen Staatsbahn Keretapi Tanah Melayu (KTM), ein Containerterminal und eine Anschlussstelle der Nord-Süd-Autobahn.

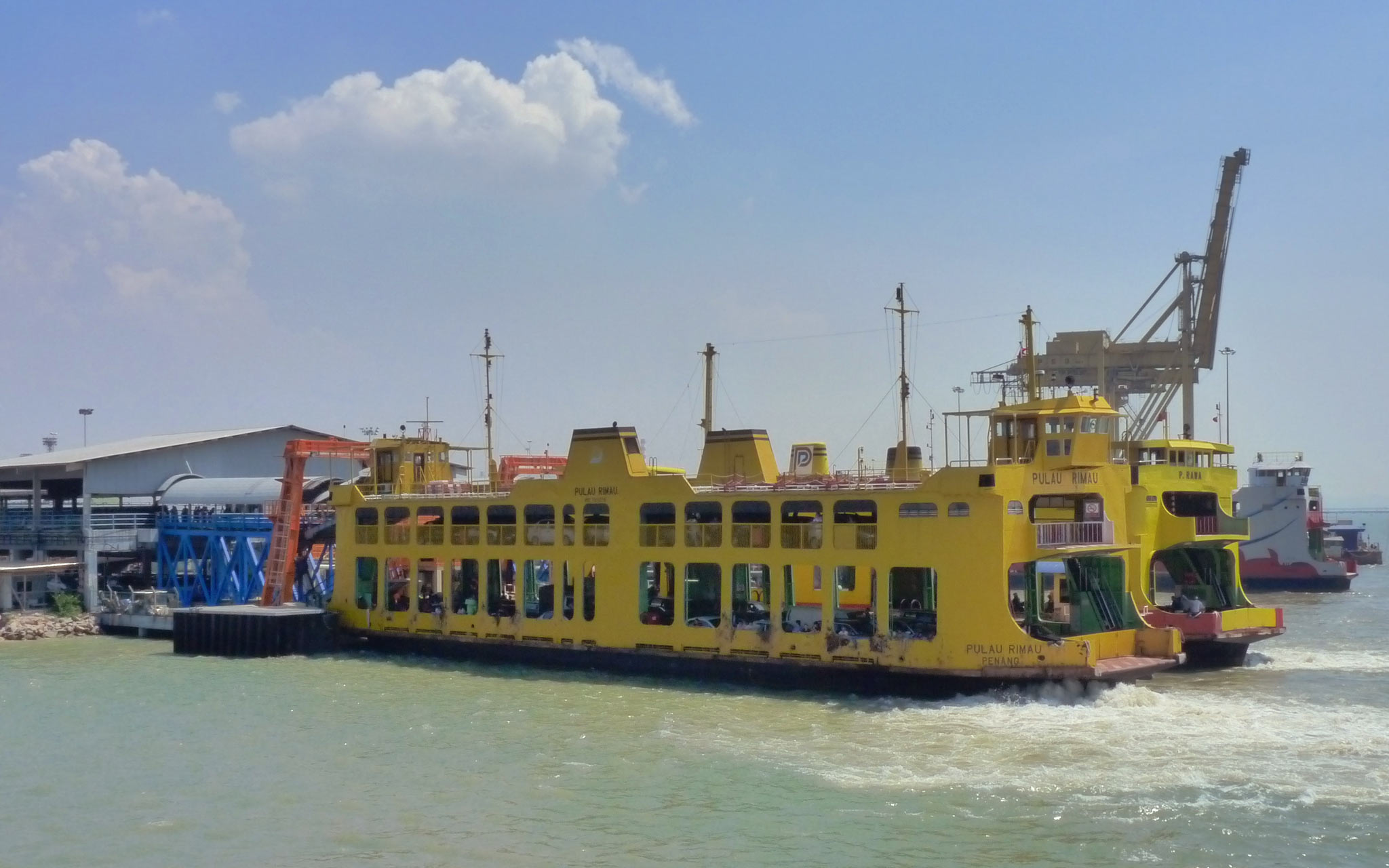
Die Fähranlagen, die Butterworth mit George Town verbinden

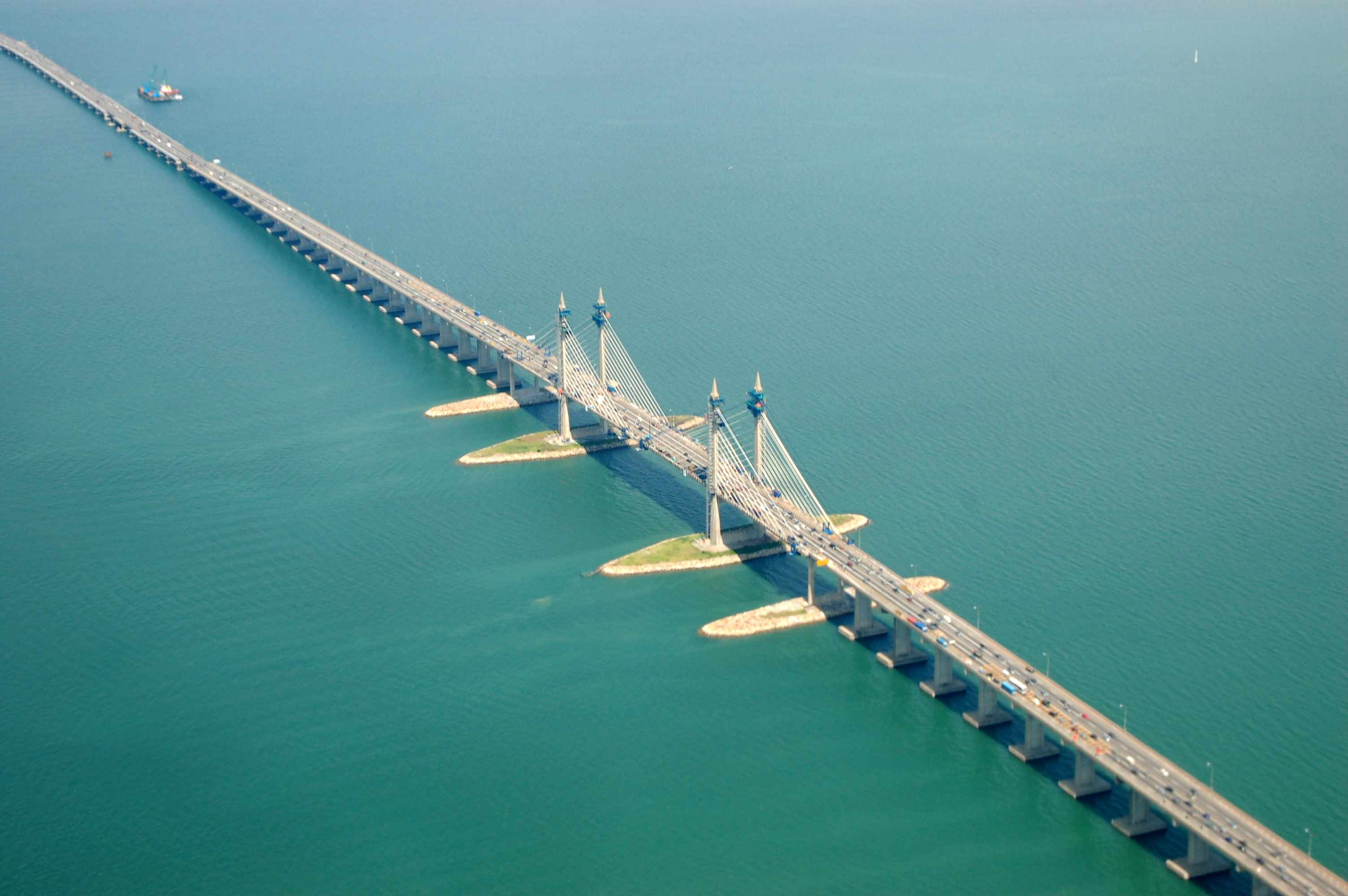
Die Penang-Bridge

## Geschichte
Der Küstenstreifen war ursprünglich ein Teil des Sultanats Kedah. Sie wurde 1798 durch den Sultan von Kedah abgetreten und wurde damit ein Teil der britischen Straits Settlements.
Ihren englischsprachigen Namen erhielt die Province Wellesley nach Richard Wellesley, von 1797 bis 1805 Generalgouverneur der Britischen Ostindien-Kompanie.
Mit der Unabhängigkeit Malaysias blieb die Province Wellesley Teil des Bundesstaates Penang und wurde später offiziell in Seberang Perai (malaiisch: seberang = gegenüberliegend; perai = verstreut) umbenannt.

## Verwaltung
Seberang Perai wird durch das Majlis Perbandaran Seberang Perai (MPSP), englisch Municipal Council of the Province Wellesley, verwaltet, analog zum Majlis Perbandaran Pulau Pinang (MPPP) oder Municipal Council of Penang Island auf der Insel Penang.
Seberang Perai selbst ist in drei Distrikte aufgeteilt, die jeweils eine eigene Verwaltungshoheit besitzen:
| Distrikt      | Lage   | Fläche (2011) | Einwohner (2010) |
| ------------- | ------ | ------------- | ---------------- |
| Perai Utara   | Norden | 263 km²       | 295.979          |
| Perai Tengah  | Mitte  | 235 km²       | 371.975          |
| Perai Selatan | Süden  | 241 km²       | 171.045          |
| Gesamt        | Gesamt | 739 km²       | 838.999          |